# NGC 2617
NGC 2617 is een spiraalvormig sterrenstelsel in het sterrenbeeld Waterslang. Het hemelobject werd op 12 februari 1885 ontdekt door de Franse astronoom Édouard Jean-Marie Stephan.

## Synoniemen
- MCG -1-22-27
- PGC 24136